# David Bell (fútbol americano)
David Kyreem Bell (Indianapolis, Indiana, 14 de diciembre de 2000) más conocido como David Bell, es un jugador profesional estadounidense de fútbol americano, se desempeña en la posición de wide receiver en Cleveland Browns, en la National Football League (NFL).

## Carrera
Fue seleccionado en la tercera ronda en la Reunión Anual de Selección de Jugadores de la NFL de 2022. Hizo su debut profesional con el equipo Cleveland Browns, donde lleva jugando dos temporadas.